# Frank Lemme

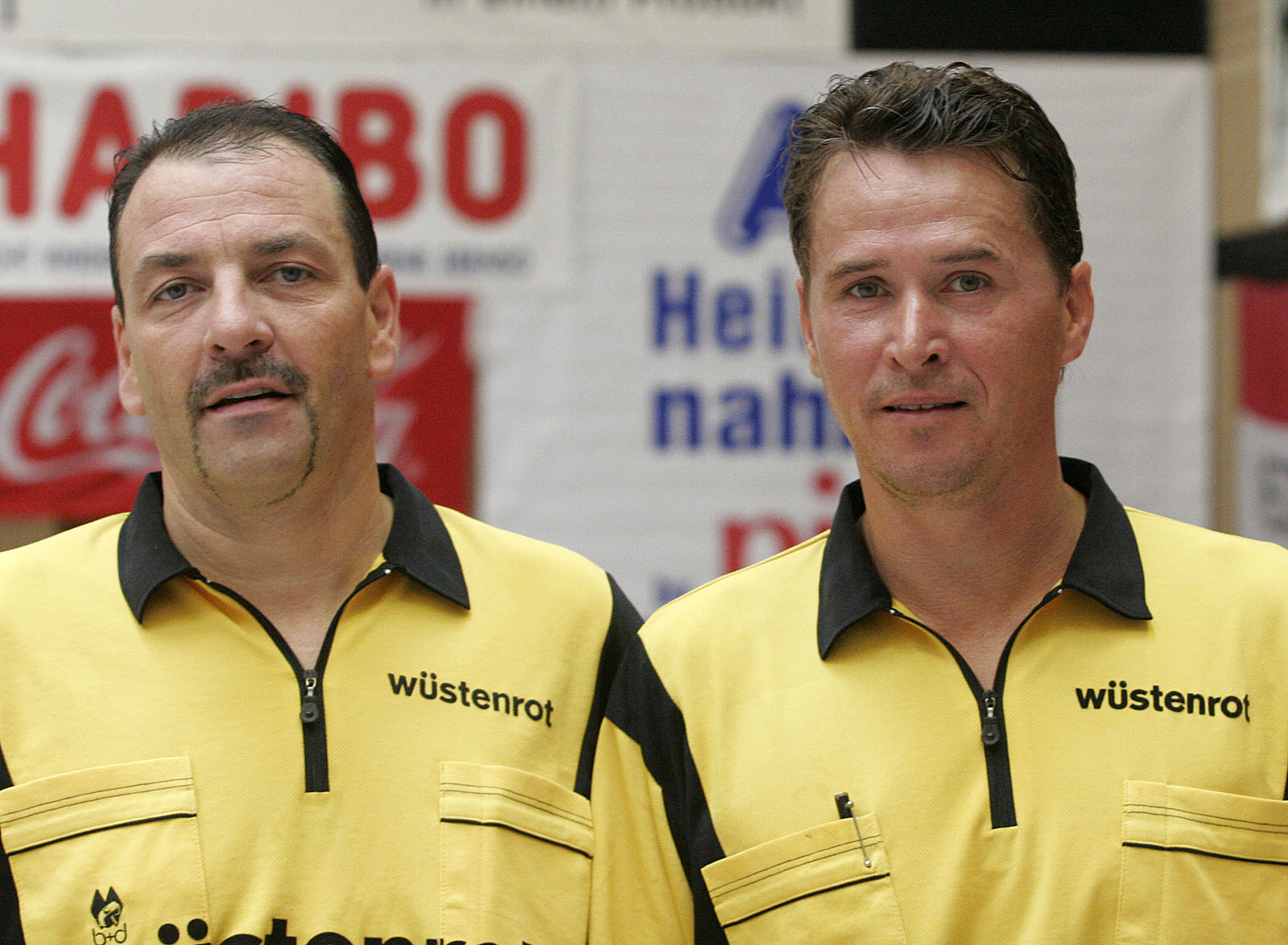
Frank Lemme (rechts im Bild mit Bernd Ullrich)

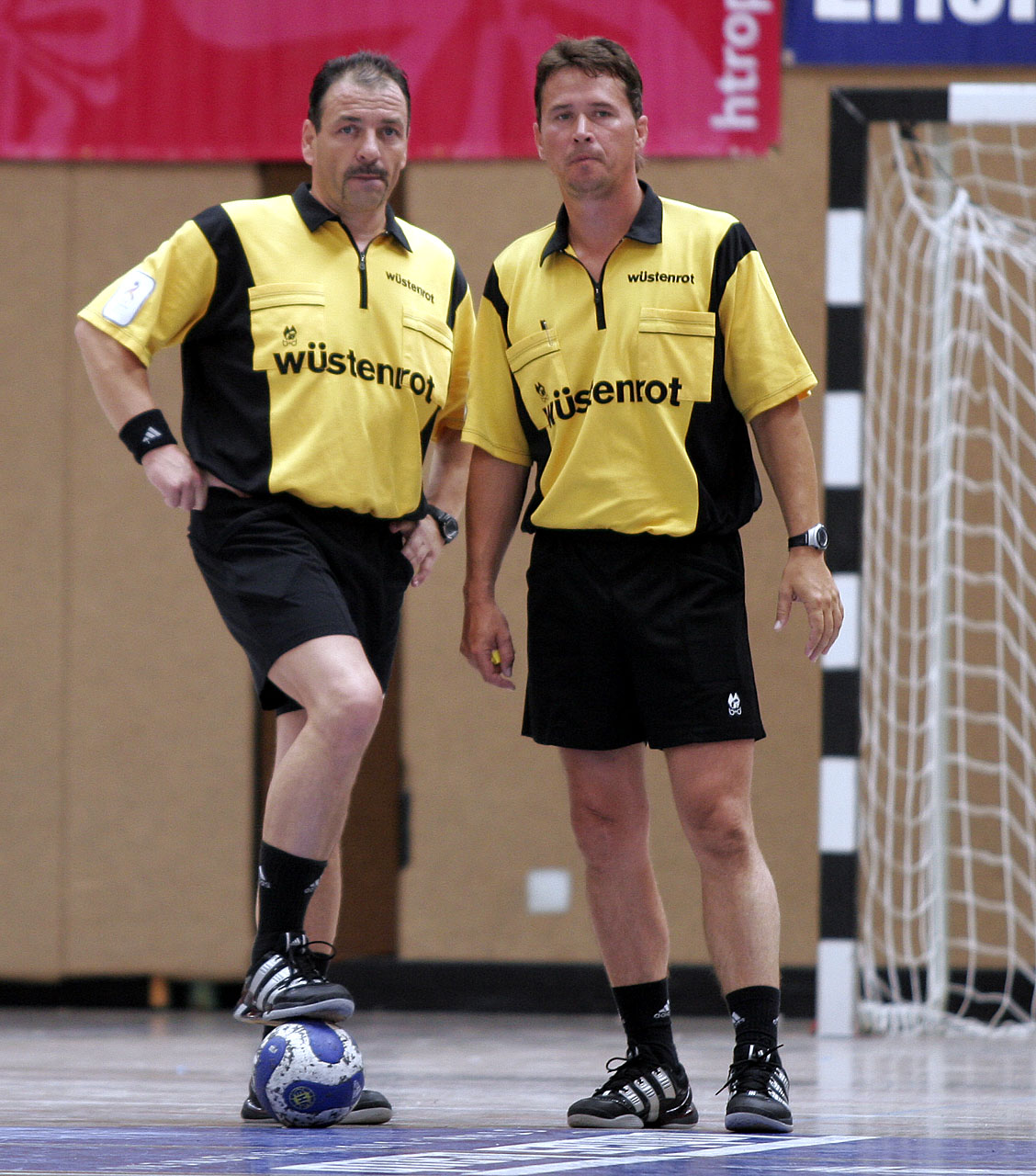
Lemme/Ullrich beim Schlecker Cup 2007 in Ehingen

Frank Lemme (* 28. September 1962) ist ein ehemaliger deutscher Handballschiedsrichter.
Er gehörte zum NHV/Sachsen-Anhalt und ist seit 1974 Schiedsrichter.
Seit 1990 gehörte er mit seinem Gespannpartner Bernd Ullrich zum DHB-Kader und hatte mehr als 550 DHB-Spiele mit ihm geleitet. Von 1994 bis 2009 war er auch im EHF/IHF Kader und hatte über 180 Internationale Spiele gepfiffen. Lemme/Ullrich wurden zum besten Schiedsrichtergespann der Bundesliga-Saison 2005/06, 2006/07 und 2007/08 gewählt.
Beide pfiffen unter anderem das Finale der Handball-WM 2005 zwischen Kroatien und Spanien und das olympische Finalspiel der Männer 2008 in Peking zwischen Frankreich und Island.
Am 30. April 2006, einen Tag nachdem Franke Lemme zusammen mit Bernd Ullrich das Finalrückspiel im Europapokal der Pokalsieger zwischen Medwedi Tschechow und BM Valladolid gepfiffen hatte, wurde bei einer Zollkontrolle am Moskauer Flughafen Scheremetjewo im Gepäck von Bernd Ullrich eine Plastiktüte mit 50.000 US-Dollar beschlagnahmt. Hatte Moskau das Spiel in Spanien noch mit sieben Toren Unterschied verloren, gewann die Mannschaft das Heimspiel mit acht Toren Differenz und gewann so den Europapokal der Pokalsieger. Den Vorfall am Zoll meldeten beide Schiedsrichter mit fast drei Jahren Verspätung Anfang März 2009. Als erste Konsequenz suspendierte der Deutsche Handballbund das Schiedsrichtergespann Lemme/Ullrich vom Spielbetrieb, die Europäische Handballföderation sperrte sie später für fünf Jahre.
Am 10. Januar 2010 gaben Frank Lemme und Bernd Ullrich ihren Rücktritt als Schiedsrichter bekannt.